# Нарвська операція (липень 1944)
Нарвська операція (липень 1944) — четвертий етап битви радянських військ та німецьких військ за Нарву; наступальна операція Ленінградського фронту проти армійської групи «Нарва» та естонських добровольців за оволодіння стратегічно важливим Нарвським перешийком, що проводилася в період з 24 по 30 липня 1944 року.

## Зміст
Успіх стратегічної наступальної операції радянських військ в Білорусі, змусив керівництво німецької групи армій «Північ» перекинути значну частку своїх військ, що оборонялися на лінії Вотан під Нарвою, на центральний сектор радянсько-німецького фронту та до Фінляндії. Чітко усвідомлюючи свої спроможності з відбиття чергового наступу Червоної армії, німецькі війська розпочали приховану підготовку до відведення на наступний рубіж оборони — лінію «Танненберг» — що знаходилася на відстані 16 кілометрів західніше Нарви.
Водночас, керівництво Ленінградським фронтом здійснювало широкомасштабну підготовку до наступу. З фінського фронту під Нарву були перекинуті значні сили, співвідношення військ та озброєння і військової техніки сягала до 4:1 на користь радянських військ.
24 липня 1944 розпочали наступ з'єднання 8-ї армії з південного плацдарму поблизу Крівасоо в напрямку на невелике естонське містечко на узбережжі Нарвської затоки — Сілламяе. Успішне просування радянських військ у північно-західному напрямку поставило під загрозу шляхи відходу противника і змусило його почати відведення військ з оборонних позицій під Нарвою. Вночі з 24 на 25 липня з міста приховано відійшли підрозділи 11-та добровольчої дивізії СС «Нордланд» та 4-ї добровольчої бригади СС «Недерланд».
Зранку 25 липня, після потужної артилерійської підготовки 1 380 гармат, в наступ перейшла 2-га ударна армія, війська якої за підтримки кораблів Балтійського флоту форсували річку Нарву і до ранку 26 липня спільно з військами 8-ї армії опанували місто Нарву. Надалі опір противника різко зріс і радянські війська, відкинувши його на рубіж Муммас-Саарі, Кірікукюла, Сіргала, Мустайие (рубіж «Танненберг»), припинили наступ.
В цілому наступальна операція радянських військ закінчилася успіхом. Водночас, завдяки своєчасному реагуванню німецького командування на чолі з генералом Штайнером, основна маса німецьких військ спромоглася організовано відійти на заздалегідь підготовлений рубіж «Танненберг», де перейшла до оборони. Червона армія опанувала вузловий пункт у системі укріплень Вотан, закінчивши таким чином першу частину піврічної запеклої битви за Нарву.